# Försterfriedhof Lödderitz
Der Försterfriedhof Lödderitz ist ein außerhalb des Dorfes Lödderitz auf der Schmiedeburg, einem ehemaligen slawischen Burgwall, angelegter Waldfriedhof im Lödderitzer Forst. Seinen Namen bekam er, weil auf ihm viele Waldarbeiter und Förster beigesetzt wurden. Der Försterfriedhof liegt im Naturschutzgebiet „Mittelelbe zwischen Mulde und Saale“.

## Ursprung

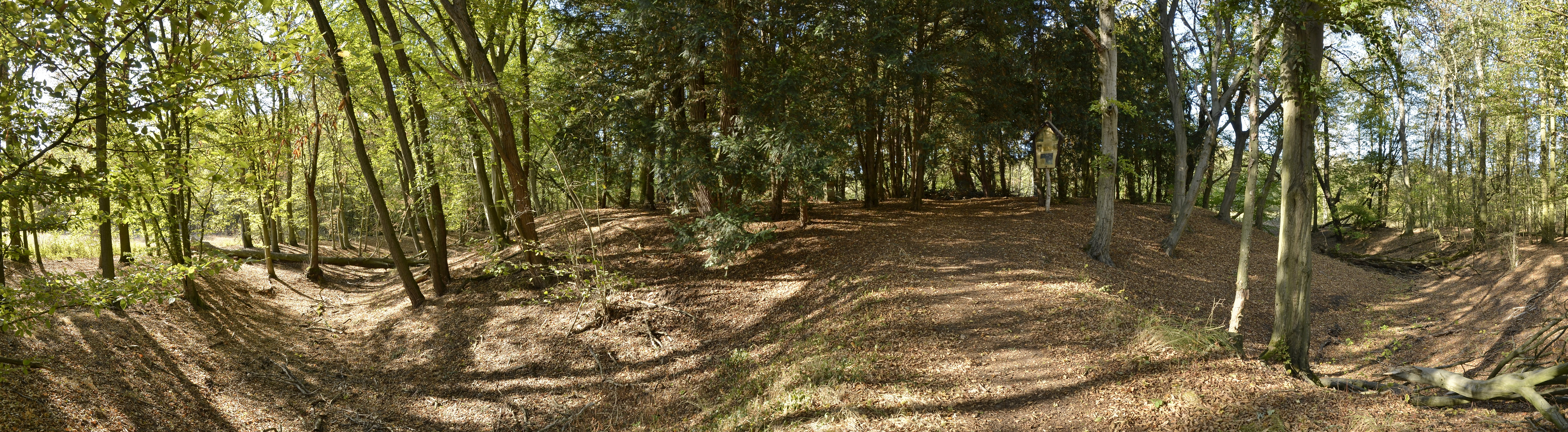
Panoramaansicht des Geländes des Försterfriedhofes Lödderitz

In einem Schreiben vom 10. April 1810 „an den Königl. Westphäl. Inspecteur der Gewässer und Forste, Herrn Freyherr von Stolzenburg Hochwohlgeboren“ befürwortet Oberförster Olberg, der Gemeinde Lödderitz Dreiviertel Morgen Fläche für einen Friedhof zur Verfügung zu stellen. Die erste Nutzung erfolgte etwa 1820. Bis dahin wurden die Toten des Ortes im benachbarten Aken beigesetzt. 

## Nutzung des Friedhofes

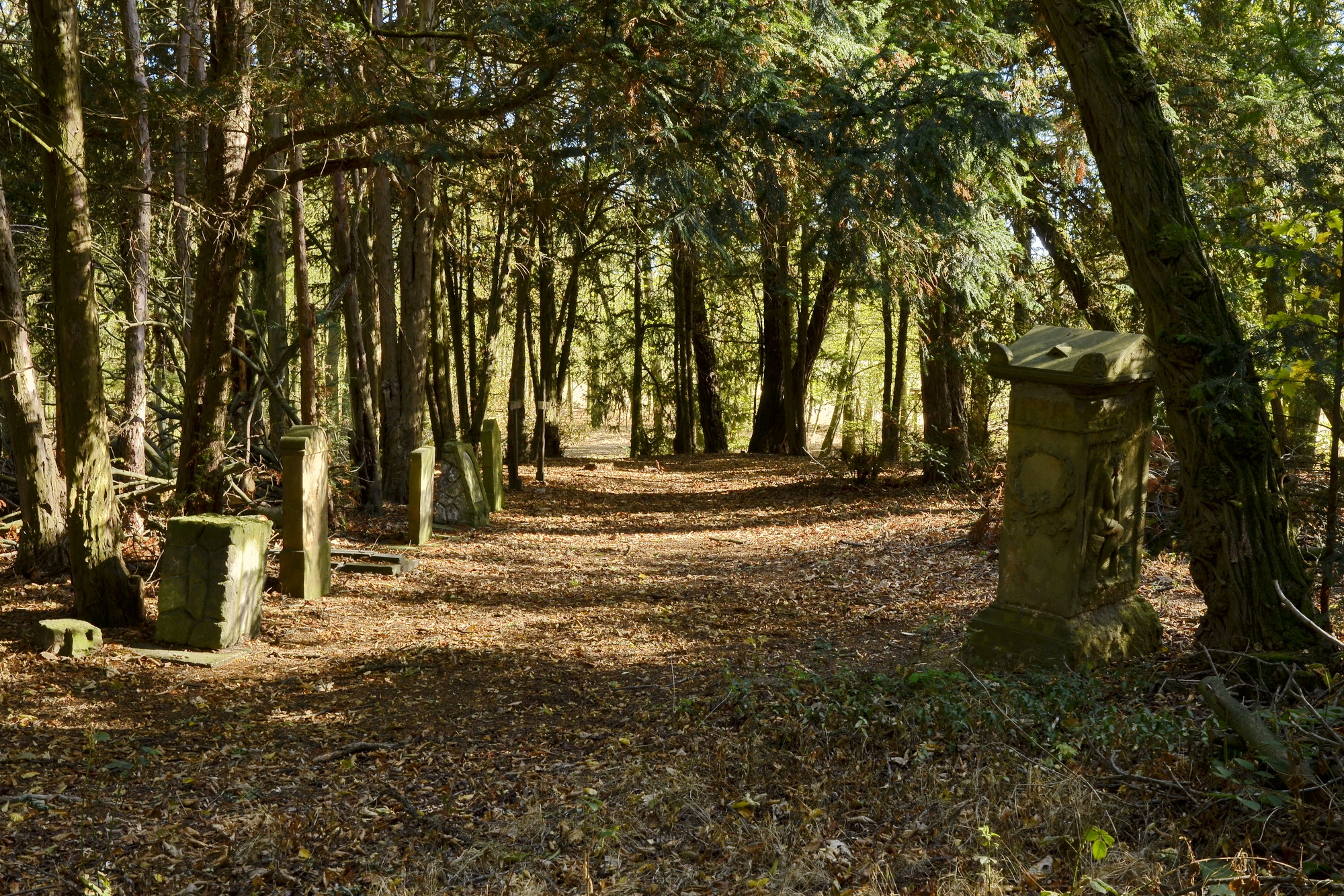
Grabsteine auf dem Försterfriedhof Lödderitz

Im Jahr 1858 wurde ein näher des Dorfes gelegener Friedhof angelegt. Danach fanden nur noch einzelne Bestattungen, vor allem von Waldarbeitern und Förstern, auf dem Försterfriedhof statt. Die bekannteste Persönlichkeit, die dort bestattet wurde, war der Maler Ernst Zehle, der dort 1940 beigesetzt wurde.
Die letzte Bestattung eines Revierförsters fand 2005 statt. 
Der Försterfriedhof ist in Reiseführern der Region als Ausflugsziel aufgeführt. Zu Himmelfahrt finden dort Gottesdienste statt. 
Der Försterfriedhof wird vom Dessauer Betreuungsforstamt gepflegt. Nach der Rückverlegung des Elbedeiches liegt der Försterfriedhof im Überschwemmungsgebiet der Elbe. Deshalb ist die Wegeverbindung zum Försterfriedhof gefährdet.
Im August 2018 wurden Pläne bekannt, im Bereich zwischen Saale und Elbe ein neues Naturschutzgebiet auszuweisen. In den Plänen war ursprünglich vorgesehen, dass der Försterfriedhof in der Kernzone liegt und deshalb nicht mehr betreten werden darf. Im Rahmen des Ausweisungsverfahrens wurde der Verordnungsentwurf auf Grundlage von Einwendungen aus der Bevölkerung angepasst. So wurde der Försterfriedhof in der letztendlich in Kraft getretenen Verordnung über das Naturschutzgebiet "Mittelelbe zwischen Mulde und Saale" vom 20. Dezember 2018 aus der Kernzone des Naturschutzgebietes herausgenommen. Er ist über freigegebene Wege auch weiterhin für Besucher zugänglich.

## Einzelne historische Grabstätten
- Wilhelm Ferdinand Nobiling (1786–1822), königlicher Oberförster
- J. v. Erdmann (1806–1870), königlicher Oberförster
- Johann Christian Hilger (1780–1860), königlicher Förster
- Carl Theuerkauf (1821–1882), königlicher Förster
- Dorothea Müller, Gastwirtswitwe
- Ernst Zehle (1876–1940), Berliner Landschaftsmaler